# Doktor-Filmreihe
Die Doktor-Filme sind eine Reihe klassischer britischer Filmkomödien. Sie basieren alle auf Romanen von Richard Gordon, der auch meist am Drehbuch mitwirkte. Sie wurden alle von Betty Box für die The Rank Organisation produziert und von Ralph Thomas dirigiert.
Im Mittelpunkt der ersten drei Filme (sowie noch einmal im fünften) steht Simon Sparrow (auf Deutsch Herbert Sperling). Zuerst ist er ein Medizinstudent im letzten Abschnitt der Ausbildung, später begleitet man ihn auf seinen ersten Schritten im ärztlichen Berufsleben. Verkörpert wird Sparrow von Dirk Bogarde, der jedoch diese Rolle ungern spielte, weil er sich unterfordert sah. Zudem begann er eine internationale Filmkarriere. Deshalb wurde die Rolle des im Mittelpunkt stehenden Mediziners in späteren Filmen von anderen Darstellern verkörpert. So ist Michael Craig im vierten Film Dr. Richard Hare, in den letzten beiden Filmen verkörpert Leslie Phillips erst Dr. Gaston Grimsdyke, danach Dr. Tony Burke, den er auch schon im vierten Teil der Reihe in einer Nebenrolle verkörpert hatte.
Verbindendes Element aller Filme ist James Robertson Justice, der den brummigen, aber am Ende doch gutmütigen Sir Lancelot Spratt verkörpert (im zweiten Film den Kapitän Hogg). Er ist immer der Vorgesetzte des zentralen Arztes. Meist rankt sich die Handlung darum, dass jene beiden Hauptpersonen auf irgendeine Weise aneinandergeraten.
Oft wird dem Protagonisten eine bekannte Schauspielerin zur Seite gestellt, etwa Kay Kendall (Film 1), Brigitte Bardot (2), Shirley Eaton (3), Samantha Eggar (5), Shirley Anne Field (6). In fünf Teilen spielt Carry On…-Star Joan Sims eine mal kleinere, mal größere Rolle. Auch andere Regulars dieser Reihe wie Peter Butterworth, Terry Scott, Cyril Chamberlain, Joan Hickson, Ambrosine Phillpotts, Irene Handl, Liz Fraser, Esma Cannon, Eric Barker, John Bluthal, Judith Furse, Jacki Piper, Peter Gilmore, Amanda Barrie und Marianne Stone geben zum Teil mehrfache Gastspiele. Zudem auch andere populäre britische sowie ein paar ausländische Schauspieler und Komiker wie Dennis Price, Donald Sinden, Donald Houston, Maurice Denham, Michael Medwin, Charles Lloyd Pack, Bernard Miles, Noel Purcell, Ernest Thesiger, George Coulouris, Derek Farr, John Le Mesurier, Mylène Demongeot, Leo McKern, Reginald Beckwith, Richard Briers, John Fraser, Alfie Bass, Sir Harry Secombe, Angela Scoular, Freddie Jones, Yutte Stensgaard und „Monty Python“ Graham Chapman. Im Laufe der Zeit wurden die Filme zu einer viel geliebten „Institution“, was sich nicht zuletzt anhand dieser großen Riege von Stars erkennen lässt.
Mit Doctor in the House wurde zwischen 1969 und 1991 in britisch-australischer Co-Produktion eine TV-Serie, basierend auf dem Grundplot, produziert, die es am Ende auf zehn Staffeln mit 157 Folgen brachte. Zu den Hauptdarstellern gehörten hier Barry Evans, Robin Nedwell, Geoffrey Davies, George Layton, Ernest Clark, Helen Fraser und Richard O’Sullivan.

## Die Filme
- 1954: Aber, Herr Doktor… (Doctor in the House)
- 1955: Doktor Ahoi! (Doctor at Sea)
- 1957: Hilfe, der Doktor kommt! (Doctor at Large)
- 1960: Dreimal Liebe täglich (Doctor in Love)
- 1963: Doktor in Nöten (Doctor in Distress)
- 1966: Hilfe, sie liebt mich nicht! (Doctor in Clover)
- 1970: Ein blinder Passagier hat's schwer (Doctor in Trouble)